# Bohumil Tomášek
Bohumil Tomášek (Liberec, 1936. június 21. – 2019. november 2.) Európa-bajnoki ezüstérmes csehszlovák válogatott cseh kosárlabdázó, olimpikon, edző.

## Pályafutása

### Klubcsapatban
1956 és 1966 között a Sparta Praha játékosa volt. Közben 1960–61-ben sorkatonai szolgálata alatt a Dukla Mariánské Lázně csapatában szerepelt. 1966 és 1969 között a Slavia Praha, 1969 és 1972 között a nyugatnémet SSV Hagen kosárlabdázója volt.

### A válogatottban
1959 és 1967 között 205 alkalommal szerepelt a csehszlovák válogatottban. Az 1960-as római olimpián az ötödik helyen végzett a csapattal. 1959-ben és 1967-ben Európa-bajnoki ezüstérmes lett a válogatottal.

### Edzőként, sportvezetőként
1970 és 1972 között a nyugatnémet SSV Hagen játékos-edzője volt. 1972 és 1976 között a csehszlovák válogatott technikai vezetőjeként dolgozott. 1978 és 1988 között a Slavia Praha ifjúsági csapatának a vezetőedző volt.

## Sikerei, díjai
- Európa-bajnokság
  - ezüstérmes: 1959, 1967
- Csehszlovák bajnokság
  - bajnok (2): 1960, 1969
  - 2. (3): 1959, 1967, 1968
  - 3. (4): 1957, 1962, 1964, 1966